# 8380 Tooting
8380 Tooting este un asteroid din centura principală de asteroizi.

## Descriere
8380 Tooting este un asteroid din centura principală de asteroizi. A fost descoperit pe 29 septembrie 1992 la Observatorul Palomar de Henry E. Holt. Asteroidul prezintă o orbită caracterizată de o semiaxă mare de 2,75 ua, o excentricitate de 0,16 și o înclinație de 14,0° în raport cu ecliptica.